# Martin Zielke

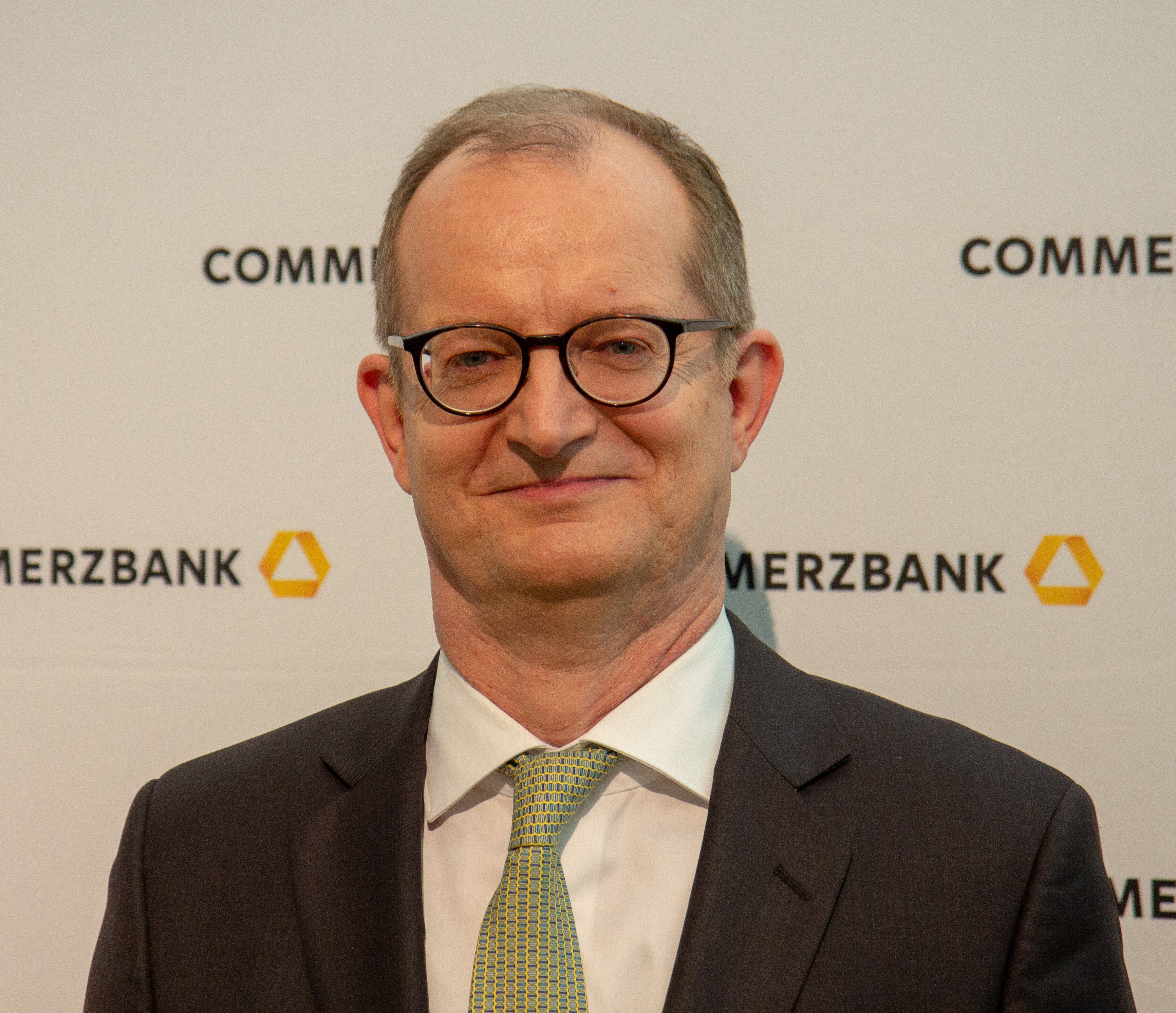
Martin Zielke (2019)

Martin Zielke (* 17. Januar 1963 in Hofgeismar) ist ein deutscher Manager. Er gehörte von November 2010 bis Dezember 2020 dem Vorstand der Commerzbank an und war von Mai 2016 bis einschließlich Dezember 2020 dessen Vorsitzender.

## Leben
Nach dem Abitur auf der Albert-Schweitzer-Schule im Jahr 1984 absolvierte Zielke von 1983 bis 1985 eine Ausbildung zum Bankkaufmann bei der Deutschen Bank in Kassel. Es folgte ein Studium der Betriebswirtschaftslehre an der Georg-August-Universität in Göttingen, das er 1990 als Diplom-Kaufmann abschloss.
Zielke ist verheiratet und hat zwei erwachsene Töchter.

## Karriere
Zielke begann seine Laufbahn 1990 im Privatkundenbereich der Dresdner Bank. Im Verlauf seiner Tätigkeit für das Kreditinstitut hatte er verschiedene Positionen an mehreren Standorten inne. Im Januar 2000 wechselte Zielke als Bereichsleiter zur Deutschen Bank 24, bevor er im Juni 2001 Bereichsleiter bei der Deutschen Hyp wurde.
Anfang 2002 übernahm Zielke die Leitung des Geschäftsfelds Private Kunden bei der Commerzbank. Er sanierte erfolgreich den defizitären Bereich, beispielsweise durch einen Ausbau der Selbstbedienungszonen. Im Januar 2005 rückte Zielke zum Leiter des Firmenkundengeschäfts auf, bevor er im April 2006 als Finanzvorstand zur Eurohypo wechselte. Die Commerzbank hatte das auf gewerbliche Immobilien und Staatsfinanzierung spezialisierte Kreditinstitut wenige Monate zuvor übernommen. Zielke konnte aufgrund seiner Tätigkeit für die Deutsche Hyp bereits Erfahrung in der Immobilienbranche vorweisen. Im Juni 2008 gab Zielke seine Position bei der Eurohypo wieder auf, um sich vollkommen auf die Tätigkeit als Leiter Konzernfinanzen der Commerzbank zu konzentrieren. Die Stabsstelle war zum Jahresbeginn 2008 neu geschaffen worden.
Im November 2010 wurde Zielke in den Konzernvorstand der Commerzbank unter dem Vorsitz von Martin Blessing berufen. Er verantwortete dort erneut das Geschäft mit den privaten Kunden, das nach der Übernahme der Dresdner Bank von einschneidenden Veränderungen betroffen war. Hierzu zählte insbesondere die Zusammenführung benachbarter Filialen beider Kreditinstitute. Zielke forcierte die Verzahnung von Prozessen zwischen Filialen und Online-Banking. Außerdem setzte er die Startprämie für das kostenlose Girokonto durch. Unter seiner Führung erzielte das Privatkundengeschäft der Commerzbank steigende Gewinne.
Nachdem Blessing im November 2015 seinen Rückzug angekündigt hatte, entschied sich der Aufsichtsrat im März 2016 für die Berufung von Zielke zum Vorstandsvorsitzenden. Er trat sein Amt im Mai 2016 an. Zielke leitete eine umfassende Restrukturierung der Commerzbank ein, die im Kern den Umbau der traditionellen Universalbank zu einem digitalen Technologieunternehmen bedeutet. Ein Stellenabbau gehört ebenfalls zur Strategie „Commerzbank 4.0“, die später unter dem Namen „Commerzbank 5.0“ überarbeitet und ergänzt wurde. Der aktivistische Großaktionär Cerberus zeigte sich unzufrieden mit den angestrebten Veränderungen. Daraufhin gab die Commerzbank bekannt, dass Zielke seinen Rücktritt als Vorstandsvorsitzender angeboten habe und spätestens zum Ende des Jahres 2020 aus der Bank ausscheiden werde.
Zielke war Mitglied des Vorstands des Bundesverbands deutscher Banken. Von April 2020 bis August 2020 war er als Nachfolger von Hans-Walter Peters Präsident dieses Verbands.